# Давыдов, Александр Михайлович (генерал)
Александр Михайлович Давыдов (1899 — 1980) — начальник управления материальных фондов МВС-МО СССР, генерал-лейтенант (1954).

## Биография
Родился в семье машиниста. Русский. Обучался в высш. начальном училище, Нижний Новгород 10.14-05.15; Копировщик з-да «Теплоход», с.Бор Семеновского уезда Нижегород. губ. 05.14-10.15; чертежник з-да взрывчатых веществ, Нижний Новгород 11.15-06.16; чертежник, разметчик з-да взрывчатых веществ, станц.Растяпино Моск,-Курск,ж.д. 06.16-02.18.
В РККА: красноармеец батальон специалистов губ. военкома, Приволж. ВО 03.18-07.18; на курсах пропагандистов при губ. военкоме, Приволж.ВО 07.18-11.18;	инструктор политпросвета губ. военкомата, Приволж.ВО 11.18-06.19; болел тифом, лечился в гарнизонном госпитале, Нижний Новгород 06.19-08.19;	пом. комиссара губ. военкома запаса, Приволж.ВО 08.19-03.20; сотр. для особых поручений Кав. упр. запасн. армии, Казань 03.20-12.20; в Высш. кав. школе, Ленинград 12.20-11.22; ком. эскадрона окр. кав. школы, МВО 11.22-03.23.
В органах ОГПУ-НКВД-СМЕРШ: ком. взвода, адъютант кав. дивизиона отряда ОСНАЗ при коллегии ОГПУ СССР 04.23-08.25; Воен. акад. им. Фрунзе, Москва 09.25 — 10.28; нач. отд-я воен.-хоз. довольствия УПО и войск ПП ОГПУ в Средней Азии 10.28-14.04.30; пом. нач. УПО ПП ОГПУ в Средней Азии по снабжению 14.04.30-03.31; ком., военком 2 кав. полка ПП ОГПУ Центр.-Чернозем, обл. 04.31-11.31; в резерве ГУПО и войск ОГПУ СССР 11.31-15.02.32; нач. инспекции войск ПП ОГПУ по Сев. краю 15.02.32-15.07.33; нач. инспекции войск ПП ОГПУ Иванов, обл. 15.08.33-06.34; зам. нач. УВО УНКВД Воронеж, обл. 06.34-07.37; нач. и военком 62 мор. погранотряда, Владивосток 07.37-08.38; нач. штаба войск УПВВ НКВД, Харьков 09.38-05.39; зам. нач. АХУ НКВД СССР 05.39-26.02.41; нач. АХФО НКГБ СССР 26.02.41-31.07.41; нач. Каширского сектора охраны НКВД Моск. зоны обороны 13.10.41-01.42; нач. Малоярославецкого сектора охраны НКВД Моск. зоны обороны 01.42-18.02.42; зам, нач. 00 НКВД 4 уд. армии 07.03.42-24.06.42; нач. ОО НКВД - ОКР СМЕРШ 3 уд. армии, Калинин., 2 Прибалт, фронты 24.06.42-31.07.44; зам. уполн. СНК СССР по иностранным формированиям, Москва 08.44-02.45; представитель, уполн. СНК СССР по репатриации сов. граждан, Румыния и Германия 02.45-05.47.
В СА: нач. экон. отд. Штаба тыла МВС СССР 06.47-02.49; нач. упр. материальных фондов МВС-МО СССР 02.49-04.61.
Пенсионер с апреля 1961 года, Москва.  Находясь в отставке, несколько лет был председателем дачного совета посёлка Трудовая-Северная.

### Звания
- майор, 23.12.1935;
- полковник, 04.09.1938;
- старший майор государственной безопасности, 12.07.1941;[3]
- комиссар государственной безопасности, 14.02.1943;
- генерал-майор, 26.05.1943;
- генерал-лейтенант, 31.05.1954;

### Награды
СССР
- «Ветеран Вооружённых Сил СССР» (1976)
- Орден Красного Знамени (20 июня 1949)
- Орден Ленина 921 февраля 1945)
- Медаль «За победу над Германией в Великой Отечественной войне 1941—1945 гг.» (1945)
- Орден Красного Знамени (3 ноября 1944)
- Орден Отечественной войны I степени (23 августа 1944)
- Медаль «За оборону Москвы» (1944)
- Орден Красного Знамени (5 марта 1943)
- Почётный сотрудник госбезопасности (28 апреля 1942)
- Орден «Знак Почёта»  (26 апреля 1940)[4]
- Орден Красной Звезды (4 февраля 1938) — за образцовое и четкое выполнение ответственного задания правительства по перевозкам
- Юбилейная медаль «XX лет Рабоче-Крестьянской Красной Армии» (1938)

Других государств
- Орден Партизанской Звезды I степени (Югославия)